# 日野オートプラザ
日野オートプラザ（ひのオートプラザ、英文名称：Hino Auto Plaza）は、東京都八王子市みなみ野にある、日野自動車の企業博物館である。研修施設の日野自動車21世紀センター（シャノン21）に併設された博物館であるが、一般にも開放されている。
日野自動車の車両やエンジン、前身である東京瓦斯電気工業創業時代から現在までの日野自動車の歴史を学べる資料などが数多く展示されている。カフェ「シャノン」、ミュージアムショップも併設されており、日野自動車の車両のミニカーや関連書籍などが販売されている。入場料は無料だが、団体入場する場合は事前連絡が必要。運営は日野自動車の子会社である日野ヒューテックが行っている。

## 主な展示車両
展示車両の詳細については、日野ヒューテック公式サイトを参照。
エントランス展示車
- 東京瓦斯電気工業・TGE-A型トラック（経済産業省認定「近代化産業遺産」、レプリカ）

館内展示車
- 日野・コンテッサ
  - コンテッサ900
  - コンテッサ900スプリント
  - コンテッサ1300
  - コンテッサ1300クーペ
- 日野・ルノー4CV
- 日野・BH15型ボンネットバス（元：上毛電気鉄道）
- 日野・コンマース
- 日野・ハスラー（軽オート三輪）- 三井精機工業製「ハンビー」の日野販売モデル[4]。三井精機工業は日野・ブリスカの製造受託も行っていた[5]。

屋外展示車
- 日野・TE11型ボンネットトラック
- 日野・TE120型消防車（はしご車、元：沖縄市消防署）
- 日野・レンジャー（ダカール・ラリー参戦車）
- 日野・ブルーリボンHIMR（栃木県「わたすげ号」初代車両）
- 日野・グランビュー（2階建てバス、元：近鉄→天領観光）[6][7]

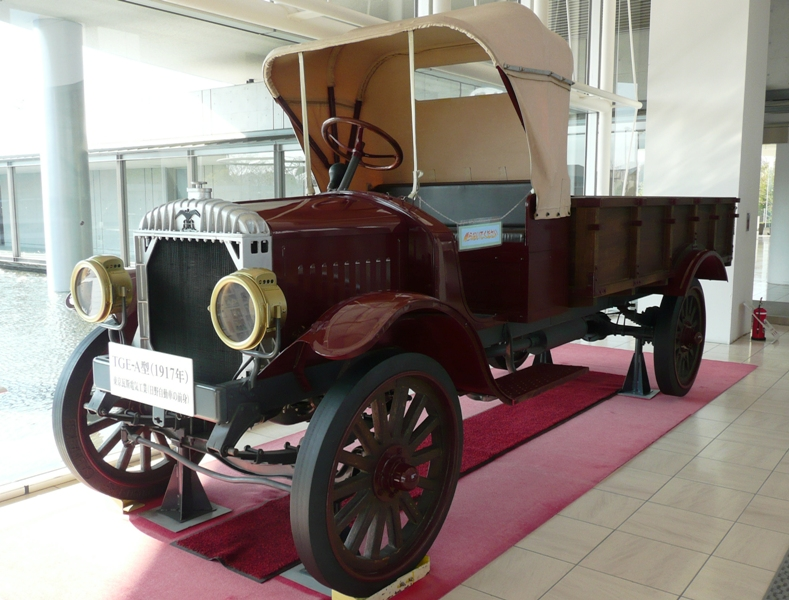
東京瓦斯電気工業 TGE-A型トラック右側
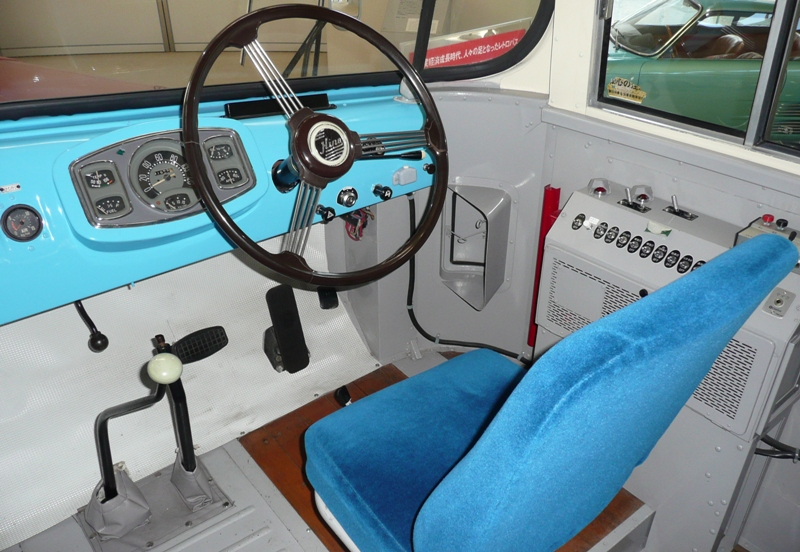
BH15型ボンネットバスの運転席
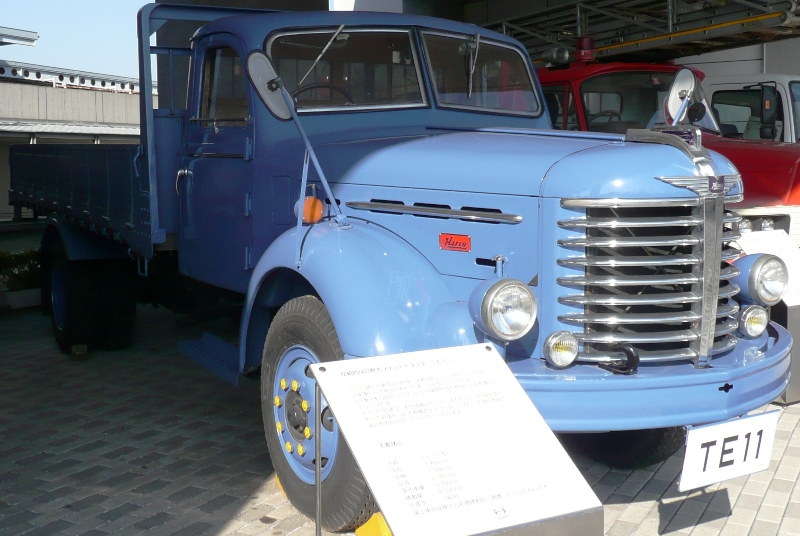
TE11型ボンネットトラック
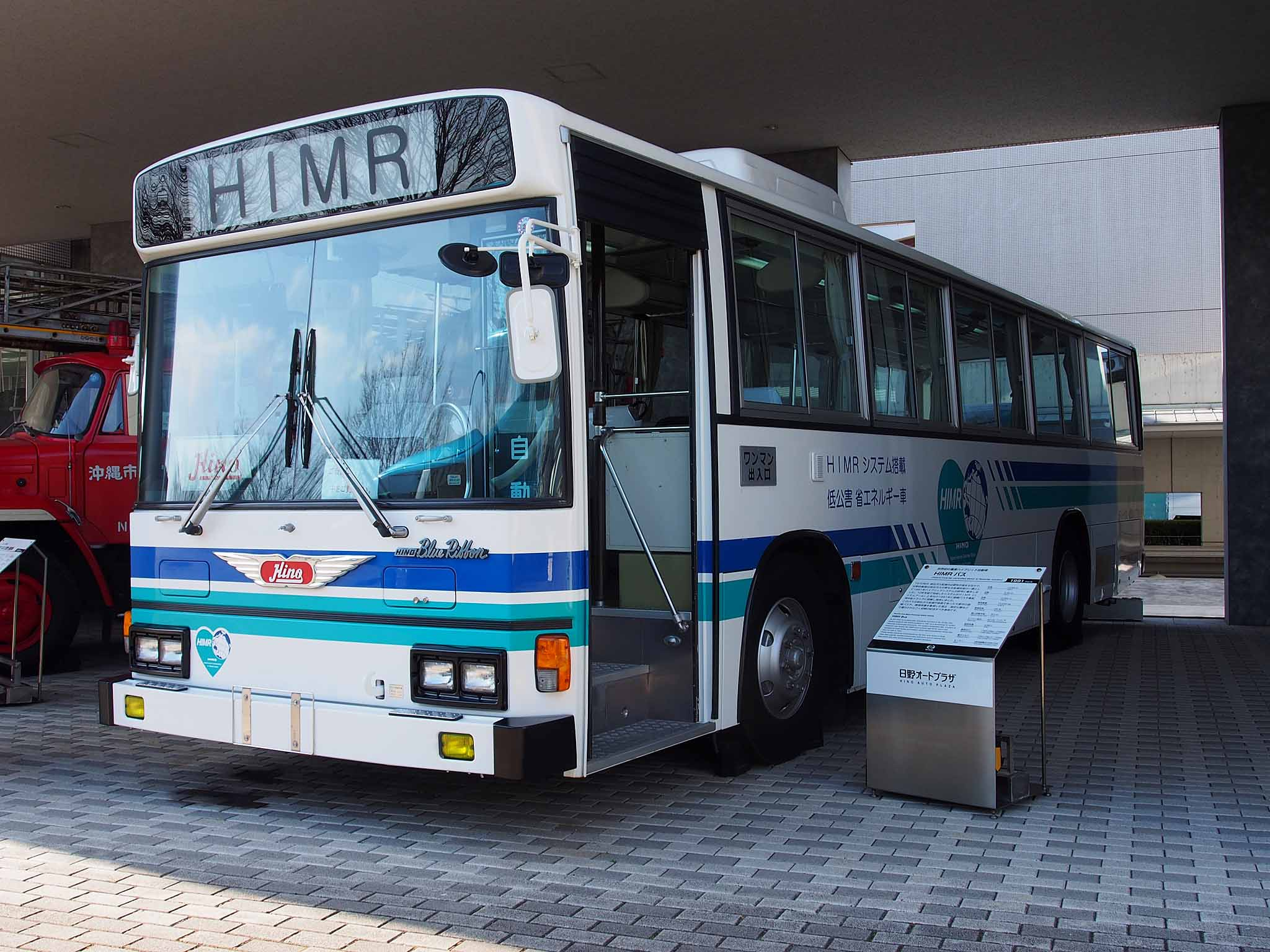
ブルーリボンHIMR

## 交通アクセス
- 路線バス：JR横浜線八王子みなみ野駅より京王バス「み04系統 みなみ野循環」乗車、「みなみ野五丁目南」停留所より徒歩5分
- タクシー：JR八王子駅南口・西八王子駅よりタクシー15分、京王線めじろ台駅よりタクシー10分
- 自家用車：中央自動車道八王子ICより国道16号経由で約30分（駐車場あり）